# AI (U WAVEの曲)
「AI」（エー・アイ）は2013年9月にM-TRESから発売されたU WAVE（宇都宮隆のプロジェクト）の4枚目のシングル。

## 概要
前作『Beat call the moment』より3年11か月ぶりのシングル。
本作は2013年9月にコンサートツアー「U WAVE Tour 2013 フォースアタック」のツアーパンフレット付CDとして、会場限定で販売が行われた。その後一般販売は一切行われなかった。
本作より2年後のコンサートツアー「U WAVE 10th Anniversary Tour 2015 -FIFTH ELEMENT-」の会場限定で発売された3rdアルバム『U WAVE 3』には、本CDから全ての楽曲が収録されている。
U WAVE名義でのシングルは、現時点では本作が最後である。

## 収録曲
| 全作詞: 田中花乃、全作曲・編曲: 土橋安騎夫。 |                   |          |            |      |
| #                                            | タイトル          | 作詞     | 作曲・編曲 | 時間 |
| 1.                                           | 「AI」            | 田中花乃 | 土橋安騎夫 | 4:53 |
| 2.                                           | 「Still the one」 | 田中花乃 | 土橋安騎夫 | 4:23 |
| 3.                                           | 「4Feelings」     | 田中花乃 | 土橋安騎夫 | 4:01 |
| 合計時間:                                    | 合計時間:         | 13:17    |            |      |